# Battlefield 4
Battlefield 4 – gra komputerowa z gatunku first-person shooter stworzona przez EA Digital Illusions CE. Tytuł został wydany przez Electronic Arts na komputery PC oraz konsole PlayStation 3 i Xbox 360 31 października 2013 roku. Pod koniec listopada wydano grę na konsole nowej generacji – PlayStation 4 i Xbox One. Gra jest kolejną częścią serii Battlefield. 27 grudnia 2013 roku chińskie ministerstwo kultury ogłosiło zakaz sprzedaży gry w tym kraju.

## Fabuła
Fabuła gry rozpoczyna się w roku 2020, sześć lat po wydarzeniach z gry Battlefield 3. Gracz wciela się w postać Daniela Reckera, członka specjalnego oddziału amerykańskiego „Grabarze”. Do załogi oddziału należą: lider drużyny Dunn, drugi dowódca Kimble „Irish” Graves oraz ratownik Clayton „Pac” Pakowski. Fabuła kampanii jednoosobowej jest rozgrywana m.in. na terytorium Chińskiej Republiki Ludowej. Gracz spotyka osoby takie jak Chinka Hannah, znany z poprzedniej części Dima Majakowski, kandydat na prezydenta Chin Jin Jie, agent CIA Lazlo Kovic i kapitan Garrison dowodzący amerykańskim okrętem USS Walkiria.
Akcja gry rozpoczyna się w mieście Baku w Azerbejdżanie, gdzie oddział Grabarzy przejął dane wywiadowcze. Po ich zdobyciu żołnierze mieli ewakuować się helikopterem na okręt USS Walkiria, jednak atakujący ich rosyjski śmigłowiec szturmowy Mi-28 doprowadził do śmierci dowódcy oddziału, sierżanta Dunna. Po tym wydarzeniu dowództwo nad oddziałem Grabarzy przejął sierżant Recker. Następnym zadaniem drużyny, tym razem bez Dunna, jest uratowanie kilku VIP-ów z budynku Zhi You Towers w Szanghaju. Kolejne misje rozgrywane są kolejno: na pokładzie okrętu USS Walkiria na Morzu Południowochińskim, gdzie bohater przejmuje informacje z tonącego okrętu USS Tytan; w Singapurze, szturmując chińskie lotnisko (bohater trafia do niewoli); Górach Kunlun, skąd protagonista ucieka. Bohater trafia do Taszgaru, gdzie niszczy zaporę kontrolowaną przez Rosjan. W ostatniej misji gracz pokonuje głównego antagonistę – Changa.

## Rozgrywka
Tryb wieloosobowy oferuje trzy grywalne frakcje: USA, Chiny i Rosję oraz dołączenie do serwerów z maksymalnie 64 graczami(na konsolach starszej generacji 24 graczy). Do nowości w trybie gry wieloosobowej można zaliczyć powrót „trybu dowódcy”. Po raz pierwszy zadebiutował wcześniej w Battlefield 2, jednak w kolejnych odsłonach gry został wycofany. Dostępne tryby rozgrywki wieloosobowej to: podbój (Conquest), szturm (Rush), zespołowy deathmatch(Team DM), unicestwienie (Obliteration), neutralizacja (Defuse), drużynowy DM (Squad DM), dominacja (Domination), podbój – bitwa powietrzna (Conquest Air Superiority), zdobądź flagę (Capture The Flag), dowódca (Commander). Tryb bitwy powietrznej jest dostępny jedynie dla graczy ze statusem premium i osób, które zakupiły ten dodatek.
Tryb gry wieloosobowej zapewnia rozwój wirtualnego żołnierza do 140 poziomu doświadczenia.
Do dyspozycji gracz otrzymuje wiele rodzajów broni palnej, granatów i noży. Do broni palnej można także dodać różne akcesoria tj. celowniki, akcesoria podwieszane, oraz kamuflaże. Dostępne są także barwy maskujące.
W panelu zarządzania żołnierzem, postać dostaje osiem slotów do zagospodarowania dodatkami: broń główna, broń druga (podręczna), dwa gadżety, granaty, nóż, specjalizacja, kamuflaż. Do pierwszych dwóch zostały jeszcze dodane trzy podrzędne sloty na akcesoria.
W wersji wieloosobowej bez dodatków możliwe jest zagranie na dziesięciu mapach.
Silnik Frostbite 3 jest oparty na API Microsoft DirectX 11, dodatkowo wykorzystuje technologię AMD Mantle. 30 stycznia 2014 roku ukazała się aktualizacja wprowadzająca obsługę Mantle do Battlefield 4, co razem z odpowiednimi sterownikami przyniosło znaczny wzrost wydajności na komputerach dysponujących słabymi procesorami.

## Produkcja
1 października wystartowały zamknięte beta testy (wyłącznie dla graczy ze statusem premium) oraz od 4 października otwarte, które były dostępne dla każdego. Możliwość korzystania z bety została zakończona 15 października 2013 roku. Wersje beta miały na celu przetestowanie przez graczy grę sieciową w trybach Podboju i Dominacji na mapie Oblężenie Szanghaju.

### DLC
Chińska nawałnica (China Rising) to pierwszy dodatek, został udostępniony 4 grudnia dla graczy premium lub osób które zamówiły grę w przedsprzedaży, natomiast dla wszystkich został udostępniony 17 grudnia. Dodatek dodaje tryb rozgrywki Bitwa Powietrzna, pięć nowych broni, 10 misji oraz 4 nowe mapy.
Drugi dodatek, który został wydany 4 marca 2014. Drugie uderzenie (Second Assault) rozszerza grę o tryb „zdobądź flagę” oraz dodaje cztery najpopularniejsze mapy z poprzedniej części w odświeżonej wersji, a są to, Operation Metro 2014 (Operacja Metro 2014), Caspian Border 2014 (Kaspijska Granica 2014), Gulf of Oman 2014 (Zatoka Omańska 2014), Operation Firestorm 2014 (Operacja Pustynna Burza 2014). Oprócz tego dodatek oferuje pięć nowych rodzajów broni, dziesięć nowych zadań oraz pojazd typu buggy.
Wojna na morzu (Naval Strike) to dodatek wydany 15 kwietnia 2014. Gracze „premium” mają możliwość grania od 31 marca 2014. W dodatku znajduje się nowy tryb – „Carrier Assault” (w Battlefield 2142 zwał się „Titan”), pięć nowych broni, nowy pojazd (poduszkowiec), dwa nowe gadżety (wyrzutnia granatów 3GL i mina przeciwlotnicza) oraz cztery nowe mapy.
Zęby smoka (Dragon's Teeth) został wydany 29 lipca 2014 roku, a gracze „premium” uzyskali do niego dostęp 15 lipca 2014. DLC zawiera pięć nowych rodzajów broni oraz gadżet w postaci tarczy balistycznej. Pojawił się także nowy tryb o nazwie „sprzężenie”, który będzie miał podobne zasady co tryb „podbój” – gracze będą musieli przejąć wszystkie punkty kontrolne wroga, by odnieść zwycięstwo. Ponadto DLC zawiera dziesięć nowych zadań oraz nowy, zdalnie sterowany pojazd bojowy „R.A.W.R.”. Dodane zostaną także cztery nowe mapy.
Wydanie DLC Ostateczna Rozgrywka (ang. Final Stand) planowane było na okres letni 2014 roku, jednak data premiery została przesunięta na bliżej nieokreśloną w okresie jesieni 2014 roku, a później ustalona na 18 listopada 2014 roku dla graczy Premium, a dla pozostałych graczy 4 grudnia 2014. Wraz z premierą dodatku dla graczy Premium wydano dużą aktualizację poprawiającą szereg błędów związanych z grą i jej oprawą graficzną.
Do gry dodano cztery nowe mapy w klimacie zimowym, na których znajdują się bazy militarne: Olbrzymy z Karelii, Kryptonim Młot, Hangar 211 i Operacja Zamieć. Gracze mogą się na nich poruszać nowymi pojazdami, jakimi są skuter śnieżny i czołg poduszkowy. Ponadto zaimplementowano w dodatku karabin kinetyczny do znalezienia podczas rozgrywki, a także nowy gadżet: zdalnie kierowany dron z ręcznym karabinem maszynowym. Jest to ostatni wydany dodatek do gry.